# Ундинские Кавыкучи
Ундинские Кавыкучи — село в Шелопугинском районе Забайкальского края России в составе сельского поселения «Нижне-Шахтаминское». 

## География
Село находится в южной части района на расстоянии примерно 23 километров (по прямой) на юг-юго-восток от села Шелопугина. 
Климат
Климат характеризуется как резко континентальный, с продолжительной морозной малоснежной зимой и коротким тёплым летом. Средняя многолетняя температура самого холодного месяца (января) составляет −33,6 °С (абсолютный минимум — −59 °С), температура самого тёплого (июля) — 17,7 °С (абсолютный максимум — 36 °С). Безморозный период длится в течение 74 дней. Среднегодовое количество осадков — 359 мм
Часовой пояс
Село Ундинские Кавыкучи находится в часовой зоне МСК+6. Смещение применяемого времени относительно UTC составляет +9:00.

## История
В 1915 году посёлок Ундино-Кавыкучинский Шелапугинской станицы переименован в Мациевский 2-й, в честь бывшего наказного атамана Забайкальского казачьего войска Мациевского.
Официальная дата основания 1933 год. В 30-е годы действовал колхоз им.Блюхера.  

## Население
Постоянное население составляло 64 человек в 2002 году (русские 100%), 63 человека в 2010 году.